# マインツ攻囲戦 (1793年)
マインツ攻囲戦（ドイツ語: Belagerung von Mainz）は、第一次対仏大同盟戦争（1792年-1797年）中の軍事作戦である。1792年、マインツがフランス軍に占領され、3月にゲオルク・フォルスターを始めとする同市のジャコバン派が民主主義的信条に基づくマインツ共和国を建国した後、プロイセンとオーストリアの連合軍は翌年、この要塞を奪還するべく進撃した。

## 経過
マインツは1793年4月14日以降、主にプロイセン軍から構成される第一次対仏大同盟軍32,000名に包囲された。町を守るのはフランス軍23,000名であり、その兵力は要塞建築に籠る利点に鑑みて、攻囲軍にオーストリアからの援軍12,000名が加わってもなお、充分であると思われた。まずプロイセン軍は、一連の作戦行動を通じて要塞の占領を試みる。これが不成功に終わると、同軍は1793年6月17日の夜から町の砲撃を開始した。この攻囲戦の出来事は1820年から1822年にかけて、ザクセン＝ヴァイマル＝アイゼナッハ公カール・アウグストに随伴してこの戦いに参加していたヨハン・ヴォルフガング・フォン・ゲーテが架空の日誌として記録している。ゲーテは従軍記者の役割を果たしたかったのであろうが、そのために必要な自由を得ていなかった。攻囲戦が開始された当初、いくつかの事を詳細に書きとめた後、彼は遅くとも7月7日にはそれを止めている。フリードリヒ・ハインリヒ・ヤコービに宛てた手紙には、こう書かれている。
この攻囲戦は戦術的に卓越したものではなく、どちらかと言えば物量戦であった。心理的にも、歴史的にもこの町の奪還は連合軍と神聖ローマ帝国にとって不可欠だったのである。
その年の3月以降、マインツ共和国の中心地となっていた市内ではこの砲撃が、やがて民間人やフランツ・コンラート・マッケ市長率いる行政当局と、マインツ要塞及び守備隊司令官、フランソワ・イグナス・エヴォイユ・ドワレ准将指揮下の司令部との緊張を高めた。4月2日以降、実権を握っていたのは准将だったのである。7月13日に戒厳令が施行されると、市民はますます怒りを募らせた。解囲軍の来援が見込めなくなった7月17日、司令部は攻囲軍との交渉に移る事を決定する。そして降伏は、7月23日に実現した。いまだに町を守っていた18,000名の軍人には、自由な撤退が認められる。それと引き換えに司令部は1年間、この部隊をもって連合軍を攻撃しないと約束した。クレベール准将に率いられた軍団は9月6日、ナントに到着する。こうしてマインツの町とその要塞は、プロイセン＝オーストリア連合軍の前進基地となった。

## 攻囲戦の影響
この砲撃は町の大部分に重大な損害を与え、数多くの重要建築の破壊に繋がった。ファヴォリート離宮、選帝侯の厩舎、新ダルベルク宮殿、司教座教会参事会堂、ドミニコ会修道院とイエズス会教会は完全に破壊され、聖母教会、聖ガンゴルフ修道院（どちらも後に解体された）とマインツ大聖堂は大いに損傷した。
この占領と砲撃により、マインツ選帝侯領の政治構造は決定的な終末を迎える。マインツ選帝侯領とその首都はもはや、占領とそれに起因する政治的・軍事的行動の帰結から回復することができなかった。1793年の事件はこうして、「黄金の町」の没落の始まりとなったのである。マインツは首都の地位を失った。その後の数世紀にわたって、同市の地位と独自性は不可逆的に変化することになる。

## マインツの降伏条件
マインツ市、要塞及び守備隊司令官ドワレ准将が提案した降伏条件は下記の通りである。

- I.

フランス軍はプロイセン国王陛下にマインツの町、全ての防衛建築を伴う要塞と付随する哨所を自然な状態で、下記の項目で留保された対象を除く全てのフランス製・外国製の大砲、備蓄弾薬・食糧とともに引き渡す。
- II.

守備隊は軍人としての栄誉章を全て伴って撤収し、各隊員の私物の全てとともにその武器と荷物を携行する。-承認する。ただし守備隊が1年にわたって連合軍に敵対しない事、そして覆いを付けた荷車を伴う場合、プロイセン国王陛下に対し奉り、陛下が認めた時、それらの検査を行う権利を留保する事が条件である。
- III.

守備隊は野砲と、それに付随する弾薬運搬車の携行を要求する。-却下する。しかし国王陛下はドイル准将に4ポンド砲2門並びにそれと同数の弾薬運搬車の携行を許可し給う。
- IV.

司令部付及びそれ以外の士官、軍事委員、責任者その他、軍の業務のために雇用された全ての者と、そもそも守備隊に属する全てのフランス国民はその馬、荷車と財産を携行する。-承認する。
- V.

守備隊は降伏の調印後、要塞に48時間留まる。そしてこの期間が最後の部隊の撤収に不十分であった場合、さらに24時間の延長を認める。-承認する。
- VI.

町の司令官にはプロイセン国王が授けた通行証を携えた一人、もしくは複数の委任者を、軍の負債の返済に必要な資金を集めるべく派遣する事を許す。そしてこの負債が完済されるまで、もしくはその調停に十分な合意が得られるまで、守備隊は陛下の保護を得られる人質を提供する。-承認する。
- VII.

マインツの守備隊と、それに属する各職は撤収し次第、複数の隊列を整え、順次フランスへ向かう。全ての隊列は保護のため、国境までプロイセン軍の援護を受ける。ドワレ准将はフランス軍の食糧と宿泊先を確保するべく、司令部付士官と軍事委員を先行させる許可を得る。-承認する。
- VIII.

フランス軍の馬と荷車が、宿営の撤去や上記の項目に記されたその他の物品の搬送に不足している場合、それらを途中、現地で調達する。-承認する。
- IX.

病人や、特に負傷者は生命を危険に晒さず陸路で搬送する事ができないため、水路でティオンヴィルやメスへ運び、これら名誉ある犠牲者に必要な注意を払うべくフランス国民の負担によって船を手配する。-承認する。
- X.

フランス軍守備隊の完全撤収より前に、現在市外に居るマインツ市民が市内に帰還する事は認めない。-承認する。
- XI.

降伏が調印され次第、攻囲軍はその部隊をもって下記の哨所を占領できる。カール堡塁、異国堡塁（welsche Schanze）、エリザベーテン堡塁、ザンクト・フィリップス堡塁、ラ・ドゥブル・テナイユ、リンゼンベルク、ハウプトシュタイン、マース堡塁、ペータースアウエ並びにフランクフルトとヴィースバーデンへ通じる要塞の二つの門。また同軍はフランス軍の部隊と共にノイ門とライン川右岸の橋の終端を占領できる。-承認する。
- XII.

できるだけ速やかに武器庫の主任管理者、ドゥエー大佐、補任管理者、ラ・リボワシュール中佐、工兵指揮官ヴァラン中佐はプロイセン軍の砲兵指揮官と工兵指揮官に武器や図面など、戦時下において自らに責任がある物を引き渡す。-承認する。
- XIII.

同様に、倉庫とその中の貯蔵品の返還に向けて1名の軍事委員を任命する。
- 追加条項: XIV

連合軍からの脱走兵は極めて厳格に引き渡すものとする。
1793年7月22日、マリーエンボルンにて。
署名：カルクロイト伯
署名：ドワレ

## 攻囲戦に参加した人物
- プロイセン国王フリードリヒ・ヴィルヘルム2世
- フリードリヒ・ヴィルヘルム・フォン・ビューロウ（英語版）
- プロイセン公子ルイ・フェルディナント
- ヘッセン＝ダルムシュタット方伯ルートヴィヒ10世
- ザクセン＝ヴァイマール＝アイゼナッハ公カール・アウグスト
- エルンスト・フォン・リュッヒェル（攻囲戦の後、39歳になったばかりで少将に昇進した。）
- カール・フォン・クラウゼヴィッツ
- ルートヴィヒ・モーリッツ・フォン・ルカドゥー（ドイツ語版）
- ハインリヒ・フォン・クライスト
- フリードリヒ・アドルフ・フォン・カルクロイト（プロイセン軍の中将。攻囲軍の総司令官。）
- ヨハン・ヴォルフガング・フォン・ゲーテ
- ハインリヒ・フォン・デア・ラー（ドイツ語版）
- フリードリヒ・ヴィルヘルム・フォン・ツァストロウ（ドイツ語版）
- ハインリヒ・ヴィルヘルム・フォン・ツェシャウ（ドイツ語版）
- ハインリヒ・メヌー・フォン・ミヌトーリ（ドイツ語版）
- マクシミリアン・ライズィンク・フォン・ライズィンガー（ドイツ語版）
- フリードリヒ・クリスティアン・ラウクハルト（英語版）
- ニコラウス・ハインリヒ・フォン・シェーネフェルト（ドイツ語版）
- プファルツ＝ツヴァイブリュッケン公世子マクシミリアン＝ヨーゼフ
- アンドレアス・ヨーゼフ・ホフマン（英語版）
- フランソワ＝エティエンヌ・デュ・ダマ（英語版）
- メルラン・デュ・ティオンヴィル（英語版）
- ジャン＝バティスト・クレベール
- フランソワ・クリストフ・ケレルマン
- ルイ・バラギュイ・ディリエ（英語版）
- アルマン・サミュエル・デュ・マレスコ（英語版）（フランスの将軍で、工兵隊の指揮官。）
- ジャン＝バティスト・アンニバル・オーベール・デュ・バイェ（英語版）
- ジャン＝バティスト・ムーニエ（フランス軍の少将。数学者、技術者でもあり戦いの中で没した。）
- シモン・フランソワ・ゲ・デュ・ヴェルノン（英語版）（軍事建築家。）
- フランソワ・イグナス・エヴォイユ・ドワレ（フランス語版）（フランス側の総司令官。）
- オーギュスタン・ガブリエル・ダボヴィル（英語版）
- ジャン＝ジャック・アンベール（英語版）
- ジャン・エルネスト・デュ・ベルマン（フランス語版）
- ロック・ゴダール（フランス語版）
- フランソワ・デュ・シャスルー＝ローバ（英語版）
- シャルル・マテュー・イズィドール・デカーン（英語版）
- ジャン＝フランソワ・ムーラン（英語版）
- ジャン・アントワーヌ・ロスィニョル（英語版）
- アレクサンドル・デュ・ボアルネ（英語版）
- チャールズ・ゴア（英語版）とゲオルク・メルヒオール・クラウスはこの事件を記録しており、ゲーテが自伝に利用している。
- ゲオルク・ルートヴィヒ・フォン・プットカーマー（ドイツ語版）（この戦いでプール・ル・メリット勲章を授かった。）

## 文献
- アルテュール・シュケ（フランス語版）: Les Guerres de la Révolution. Band 7: Mayence (1792–1793). Cerf, Paris 1892.
- フランツ・デュモン（ドイツ語版） (出版)、 フェルディナント・シェルフ（ドイツ語版）、フリードリヒ・シュッツ（ドイツ語版）共著: Mainz – Die Geschichte der Stadt. 2. 第2版。 Philipp von Zabern, Mainz 1999, ISBN 3-8053-2000-0.
- ヨハン・ヴォルフガンク・フォン・ゲーテ: dtv-Gesamtausgabe. Band 27: Kampagne in Frankreich 1792. Belagerung von Mainz. Mit einem Nachwort von Josef Kunz. Deutscher Taschenbuch-Verlag, München 1962.
- Oliver Kemmann, ヘルマン・クルツケ（ドイツ語版） (出版): Untergang einer Reichshauptstadt. Johann Wolfgang von Goethe, Belagerung von Mainz. Ein Bilderbogen. 2. 第2版。 Societäts-Verlag, Frankfurt am Main 2007, ISBN 978-3-7973-1044-6.
- レイモン・シュミットラン（フランス語版） (出版): Le Siège de Mayence. Un Récit de Guerre de Goethe. Band 2. Editions Art et Science, Mainz 1951.
- ディグビー・スミス（英語版）: The Greenhill Napoleonic Wars Data Book. Greenhill Books u. a., London u. a. 1998, ISBN 1-85367-276-9.